# تسارپن
تسارپن (به آلمانی: Zarpen) یک شهر در آلمان است که در شتورمارن واقع شده‌است. تسارپن ۱٬۵۵۱ نفر جمعیت دارد.